# فرناندو بولنيس
فرناندو بولنيس (Fernando Bulnes) (مواليد 21 أكتوبر 1946) هو لاعب كرة قدم. يلعب مع منتخب هندوراس لكرة القدم. سبق له أن لعب في كأس العالم لكرة القدم مع منتخب بلاده.

## وصلات خارجية
- فرناندو بولنيس على موقع الاتحاد الدولي (مؤرشف)  (الإنجليزية)
- فرناندو بولنيس على موقع قاعدة بيانات كرة القدم.إي يو (الإنجليزية)
- فرناندو بولنيس على موقع ناشيونال فوتبول تيمز (الإنجليزية)
- فرناندو بولنيس على موقع Soccerway.com (الإنجليزية)
- فرناندو بولنيس على موقع عالم كرة القدم.نت (الإنجليزية)